# Uhyst am Taucher

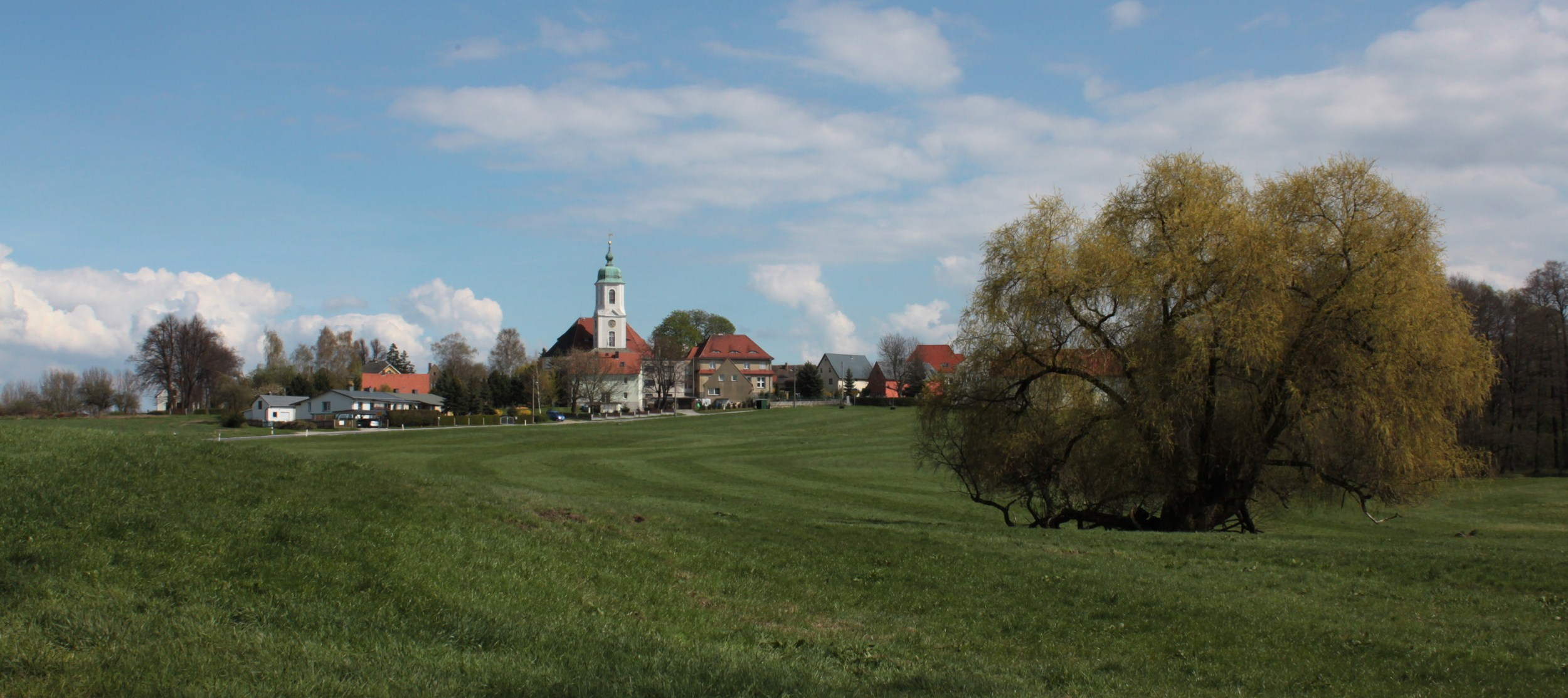
Ortsansicht von Westen

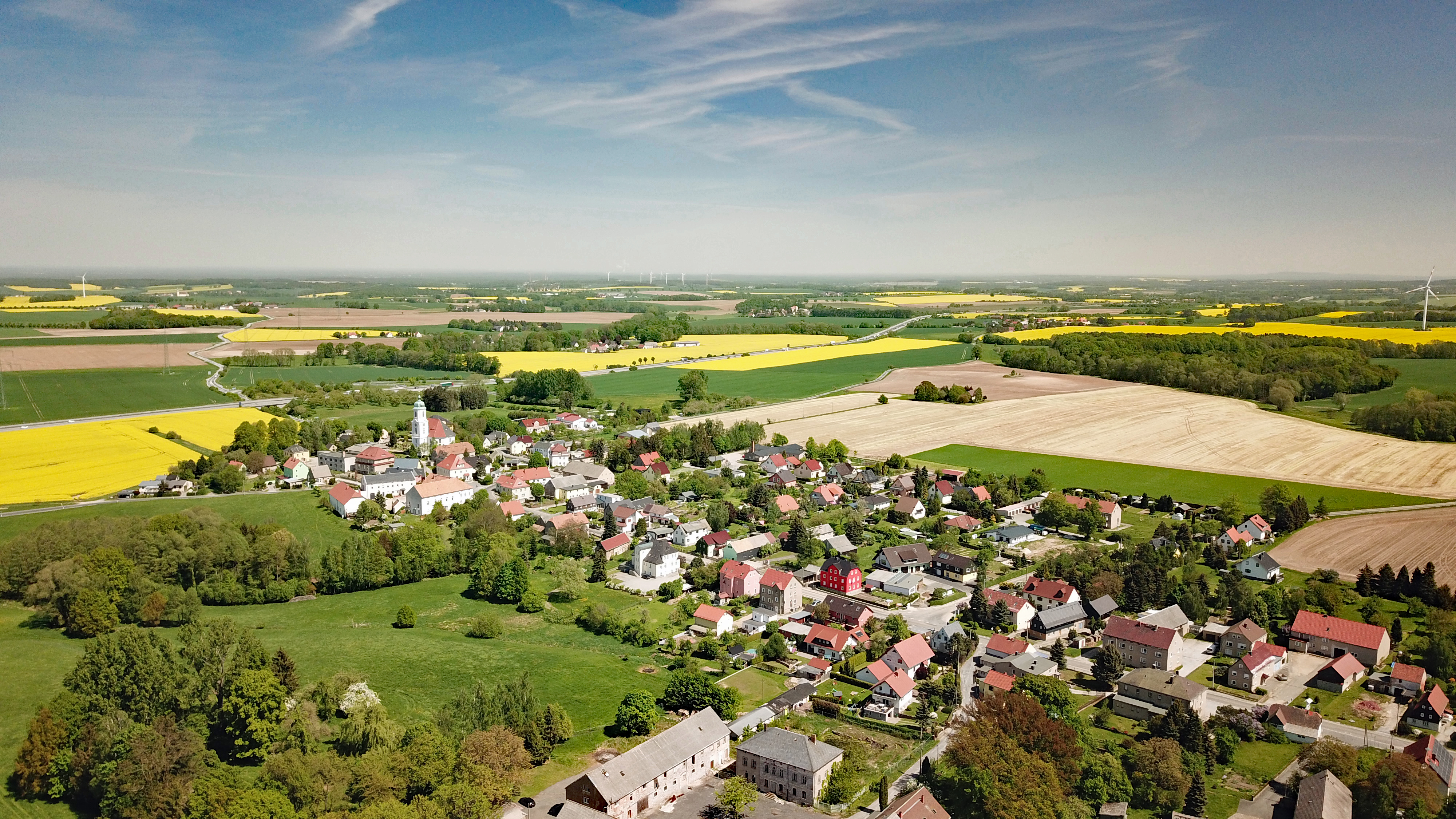
Luftbild

Uhyst am Taucher (obersorbisch Horni Wujězd), der nach Einwohnern zweitgrößte Ortsteil der Gemeinde Burkau, liegt rund 15 Kilometer westlich von Bautzen an der Bundesautobahn 4 und ist direkt über die gleichnamige Anschlussstelle Uhyst am Taucher zu erreichen. Das Wahrzeichen von Uhyst a. T. ist die Gemeinde- und Autobahnkirche, die 24 Stunden täglich für Besucher geöffnet ist. Sie ist schon von weitem von der Autobahn aus sichtbar.

## Ortsname
Der Name Uhyst ist abgeleitet von dem altslawischen ujazdu und bedeutet das Umreiten eines Landstücks zwecks Besitzergreifung, vgl. Beritt (im Sinne von Gebiet) und Bifang. Die Erweiterung am Taucher dient der Abgrenzung zur gleichnamigen Ortschaft Uhyst an der Spree. Der Taucher ist ein Wald in der Nähe von Uhyst.

## Geschichte

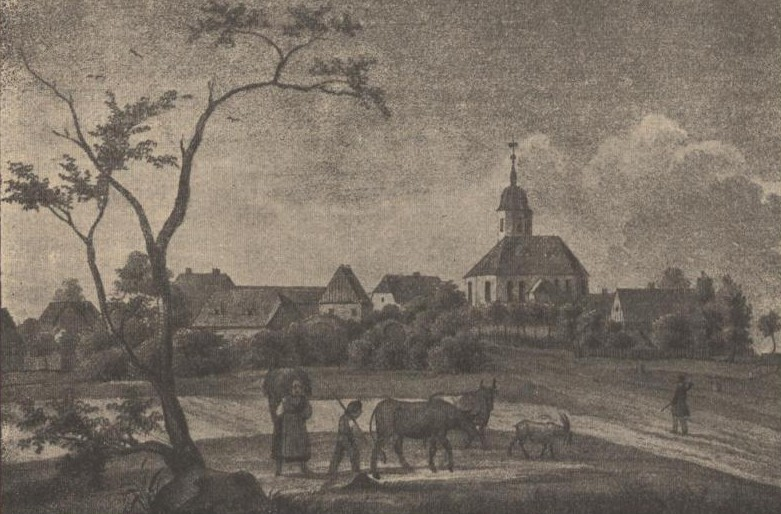
Ansicht um 1900

Im Jahr 1336 wurde Uhyst erstmals urkundlich erwähnt. Es gehörte wahrscheinlich damals schon den Herren von Pannewitz, einem alten Oberlausitzer Adelsgeschlecht. 1484 ging Uhyst in den Besitz der Stadt Bautzen über. Diese fasste die Ratsdörfer zu einzelnen Inspektionen zusammen und unterstellte sie einem Ratsherren, dem Inspektor. Er hatte auf die regelmäßige Abführung der Abgaben und die Erfüllung anderer Pflichten zu achten und übte die Obergerichtsbarkeit im Auftrag der Stadt aus. Der Inspektor von Uhyst war häufig der regierende Bürgermeister. Er hielt seine Sitzungen im so genannten Inspektionshaus ab. Noch heute zeugt das Stadtwappen von Bautzen an diesem Gebäude von dessen einstiger Bedeutung. 1547 verlor die Stadt im Oberlausitzer Pönfall vorübergehend Uhyst und den Taucherwald. Sie kaufte beide 1555 von König Ferdinand für 5000 Taler wieder zurück.
Während des Siebenjährigen Krieges und der Napoleonischen Kriege hatten die Uhyster sehr zu leiden, da sie zu hohen Kriegslieferungen an die Stadt Bautzen verpflichtet wurden.

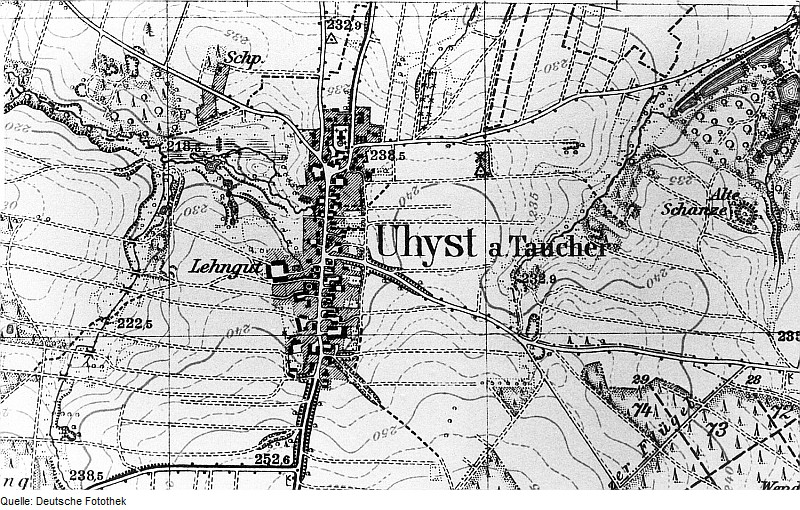
Historisches Meßtischblatt, Sekt. Bischofswerda, Nr. 4851 mit Uhyst am Taucher

Für seine Statistik über die sorbische Bevölkerung in der Oberlausitz ermittelte Arnošt Muka in den achtziger Jahren des 19. Jahrhunderts eine Bevölkerungszahl von 315 Einwohnern; davon waren 211 Sorben (67 %) und 104 Deutsche. Bis zum Fortgang von Pfarrer Theodor Kappler nach Bautzen wurde in der Uhyster Kirche auch Sorbisch gepredigt. Der Gebrauch der Sprache ist im 20. Jahrhundert stark zurückgegangen. Heute liegt Uhyst nicht mehr im offiziellen Siedlungsgebiet der Sorben.

## Taucherwald
Durch einen archäologischen Depotfund wurden 1926 Spuren der späten Aunjetitzer Kultur (1800–1600 v. Chr.) im Taucherwald freigelegt.
1484 kaufte die Stadt Bautzen mit dem Dorf Uhyst wahrscheinlich auch den Taucherwald, der zuvor 1382 von König Wenzel der Äbtissin Anna von Kamenz und dem Kloster Marienstern zugesprochen worden war. Im Ersten Weltkrieg verkaufte die Stadt Bautzen den Wald an eine Holzfirma. Durch den Widerstand der Heimatfreunde der umliegenden Dörfer wurde die Abholzung verhindert. 1935 übernahm der Staat den Wald.
Von 1984 bis 1988 stationierte die Sowjetarmee in der Operationsbasis Bischofswerda Atomraketen vom Typ SS-12. Hierzu wurden acht Bunker sowie weitere Dienst- und Wohngebäude errichtet. Bis 1991 war der Taucherwald militärisches Sperrgebiet.
1996 übernahm die Gemeinde Burkau den 168 ha großen Wald für eine symbolische D-Mark und machte ihn wieder öffentlich zugänglich. Führungen durch den Wald werden vom Taucherwaldverein angeboten. Die Freiwillige Feuerwehr Uhyst veranstaltete hier unter anderem von 1996 bis 2015 jährlich im August ihren Taucherwaldpokal (20 × Löschangriff Nass), um die friedliche Nutzung des Waldes zu unterstreichen. Am Pfingstmontag findet vor dem Bunker 6 ein Friedengottesdienst der umliegenden Kirchengemeinden statt.

## Kirchen

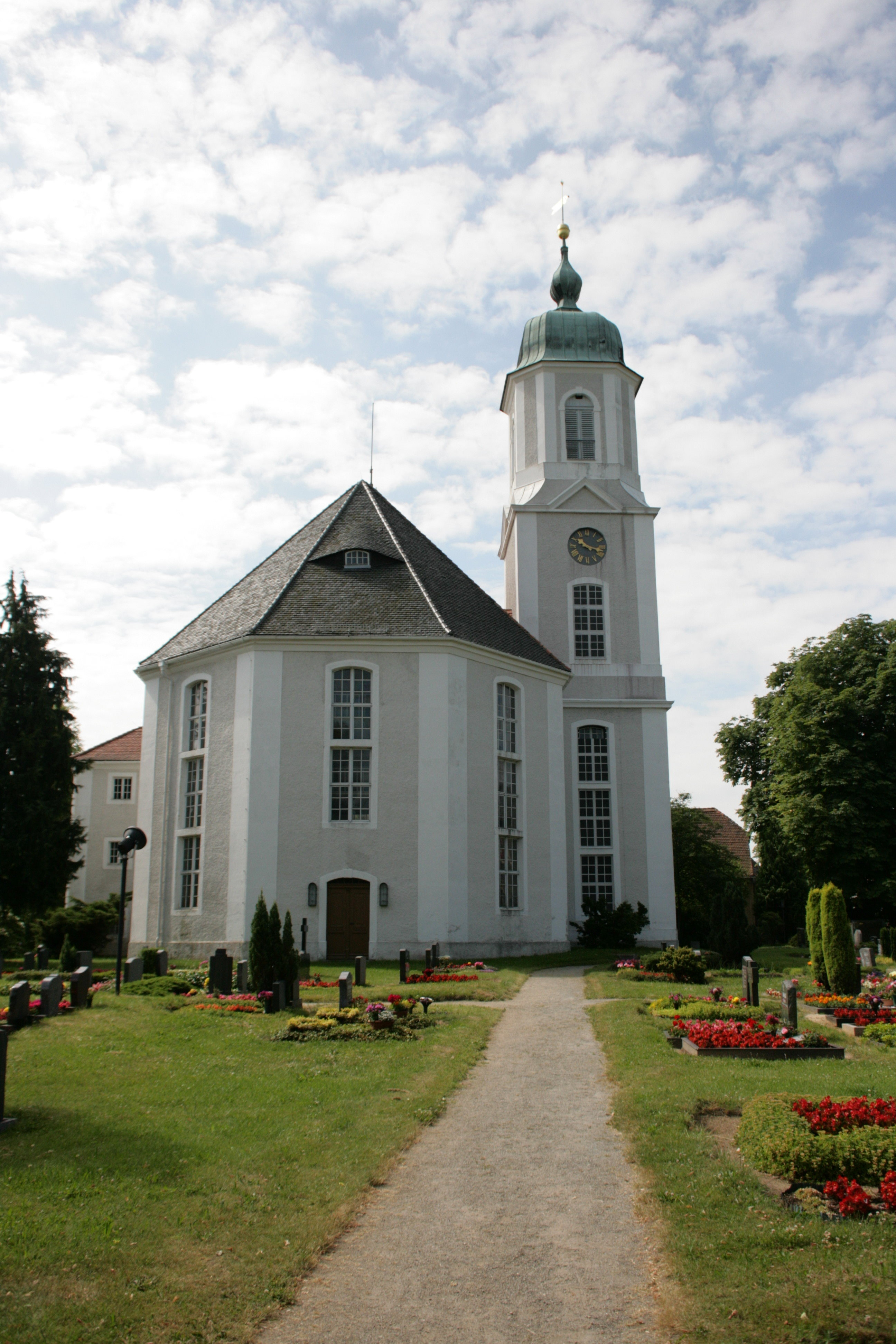
Autobahnkirche Uhyst

Die erste Uhyster Kirche wurde 1346 erwähnt. Größere Bedeutung erlangte die Kirche 1523, als die Marienkapelle im Taucherwald, einem viel besuchten Wallfahrtsort, abgerissen und in Bautzen wieder aufgebaut wurde. Sie stand bis zu ihrem Einsturz 1550 auf dem nach ihr benannten Taucherfriedhof (1558 wurde an ihrer Stelle eine neue erbaut – siehe Taucherkirche). Das Marienbild der Kapelle wurde in die Uhyster Kirche gebracht und dort bis zum Jahre 1551 (d. h. bis zur Reformation) verehrt. Der letzte katholische Pfarrer ging mit dem Marienbild zu seinem Rektor nach Göda. Als auch dort 1559 die Reformation stattfand, ging der Pfarrer mit dem Marienbild von Göda nach Crostwitz, das kirchlich zu Rosenthal gehörte, und wurde dort Pfarrer. Ein Beleg dafür, dass das Marienbild der Taucherkapelle und später der Kirche von Uhyst heute in der Kirche in Rosenthal verehrt wird, ist die alte sorbische Redewendung: „Swjata Marja je z Hodźija ćekła a so do Róžanta dała“ („Die heilige Maria ist von Göda geflohen und hat sich nach Rosenthal begeben“).
Mit der Zeit wurde die alte Kirche baufällig und zu klein, da immer mehr Dörfer der Uhyster Kirchgemeinde angeschlossen wurden. Deshalb beschloss der Rat zu Bautzen, an der Stelle der alten eine neue Kirche zu bauen. Am 29. April 1800 wurde der Grundstein für die jetzige Kirche gelegt. Schon am 12. Oktober 1801 konnte das neue Gotteshaus geweiht werden. 1870 wurde die Kirche im Inneren vollständig erneuert, 1895 bekam die Kirche durch den Rittergutsbesitzer Hustig aus Neustädtel und Jiedlitz einen neuen Taufstein, 1896 kam eine Dampfniederdruckheizanlage dazu und 1929 erfolgte abermals eine Erneuerung im Innenraum. Die letzte Renovierung erfolgte 1996 im Zuge der Ernennung zur ersten Autobahnkirche im Freistaat Sachsen. Dabei wurden auch Scheinwerfer angebracht, welche die Kirche nachts beleuchten und von der Autobahn gut sichtbar machen. 2007 wurde die 1856 von Urban Kreutzbach erbaute Orgel restauriert.